# Чандлер, Сет Карло
Сет Карло Чандлер, Чендлер (англ. Seth Carlo Chandler, Jr., 1846 −1913) — американский астроном.

## Биография
Родился в Бостоне, в 1861 окончил Гарвардский университет. С 1864 работал помощником Б.Гулда, бывшего в то время директором Бюро долгот Береговой службы США. После того как Гулд в 1870 переехал на работу в Аргентину, Чандлер перешёл на работу в страховую компанию, где проработал в качестве актуария до 1881. C 1881 по 1904 работал в Гарвардской обсерватории.
В 1896—1909 годах был главным редактором The Astronomical Journal.
Основные труды Чандлера посвящены исследованиям свободного движения полюсов Земли, комет и переменных звёзд. В 1891 установил, что в изменяемости широт имеется составляющая с периодом, равным 428 суток. Период колебания оси вращения Земли в 428 суток (свободная нутация) получил название периода Чандлера (он превосходит классический эйлеров период, равный 305 суткам), а само движение — чандлеровское колебание полюсов Земли.
Опубликовал ряд статей, посвященных исследованиям астероидов, комет и переменных звезд, независимо от других наблюдателей открыл Новую Северной Короны.
Составил несколько каталогов переменных звезд.
Награждён золотой медалью Королевского астрономического общества (1896), медалью Джеймса Крейга Уотсона Национальной АН США (1894).
В его честь назван кратер Чандлер на Луне.